# اردوان دوم
اَردَوان دوم (اشک هجدهم) هجدهمین شاه شاهنشاهی اشکانی است (۱۲ میلادی – ۳۸/۴۱ میلادی). او پیش از رسیدن به شاهی، فرمانروای ماد آتروپاتن و دست نشانده دولت مرکزی اشکانی بود. نسب او از طرف مادر به اشکانیان می‌رسید. اردوان در سال ۱۲ میلادی تاج و تخت شاهی را از دست ونون یکم که تا آن زمان شاه ایران بود، به در آورد. پیش از به تخت نشستن اردوان دوم، اوضاع داخلی ایران آشفته بود. اردوان به سامان دادن اوضاع کشور پرداخت و شورش‌هایی را که به وقوع پیوسته بود، سرکوب کرد.

## نام
Artabanus شکل لاتینی یونانی Artábanos (Ἁρτάβανος) است که خود از فارسی باستان *Arta-bānu ("شکوه ارته") گرفته شده است. گویش اشکانی و پارسی میانه این نام اردوان بود.

## پیشینه و حکومت آتروپاتن ماد
اردوان از شاخه حاکم خاندان سلطنتی اشکانی نبود. پدرش یک شاهزاده داهائی بود که به احتمال زیاد از نوادگان مهرداد دوم، پادشاه سابق اشکانی، (۱۲۴-۸۸ قبل از میلاد) بود، در حالی که مادرش دختر پادشاه کنونی اشکانیان، فرهاد چهارم بود. (حکمرانی  ۳۷-۲ قبل از میلاد). اردوان که بین ۳۰ تا ۲۵ قبل از میلاد متولد شد، در میان داهائی در آسیای مرکزی بزرگ شد. هنگامی که او به بزرگسالی رسید، فرمانروای آتروپاتن ماد شد، که معاصر با اواخر سلطنت فرهاد چهارم یا سلطنت پسر و جانشین فرهاد پنجم (ر. 4 قبل از میلاد - 2 پس از میلاد) بود. عامل رسیدن اردوان به حکومت آتروپاتن ماد نامشخص است. این پادشاهی به‌عنوان مقر حملات اردوان علیه پادشاه اشکانی وونون یکم (۸-۱۲بعد از میلاد)، که با او بر سر تاج و تخت می‌جنگید، بود. وونون یکم که در اصل در روم اقامت داشت، توسط گروهی به رهبری طایفه های کارین و سورن بر تخت پادشاهی اشکانیان قرار گرفت. حکومت وونون مورد حمایت رومیان بود. با این حال، اشراف اشکانی به سرعت با وونون یکم، که در طول اقامتش در روم رومی شده بود، احساس بیگانگی کردند. این امر شانس اردوان را افزایش داد - پس از سالها جنگ - سرانجام وونون یکم را که به ارمنستان گریخت و پادشاه آن شد، شکست داد.

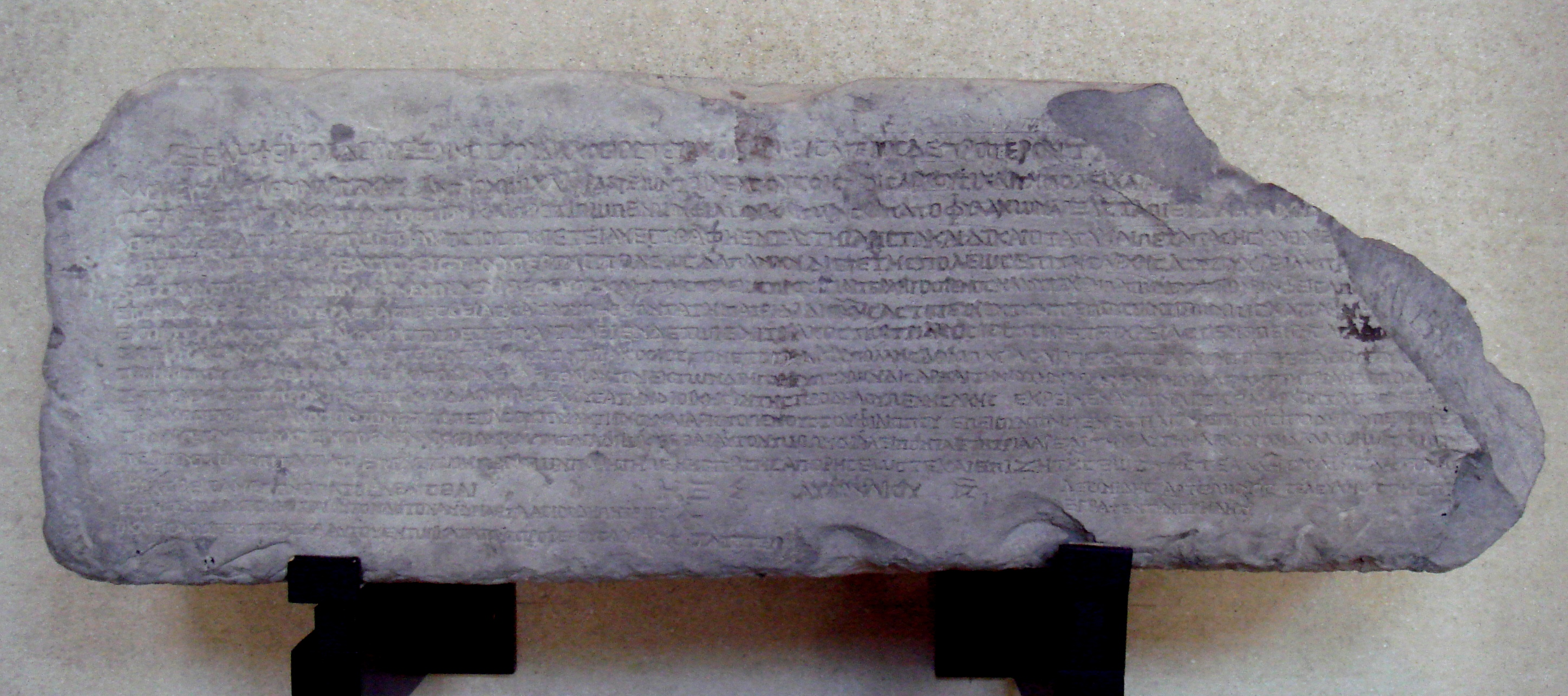
سنگ نگاره روی مرمر خاکستری مربوط به سال ۲۵ یا ۲۶ میلادی، نامه اردوان سوم به اهالی شهر شوش به زبان یونانی ، در این نامه اردوان اظهار می‌کند که مایل است هستیائوس دوباره به عنوان خزانه دار انتخاب شود و پس از سه سال که قاضی‌های سلطنتی او را از کار برکنار کرده بودند، دوباره بر سر کار برگردد. این نامه نشان می‌دهد که مهردار شاهی هنوز از زمان سلوکیان از زبان یونانی استفاده می‌کرده‌است و نیز نشان می‌دهد که اردوان در امور داخلی شهر شوش نظر می‌داده است، سنگ نوشته در موزه لوور است و در سال ۱۹۳۲ یافته شده‌است.

## سالشمار
- ۳۴ میلادی: اردوان دوم اشکانی، پسرش آرشاک یکم را به زمامداری ارمنستان منصوب می‌کند.[۵]
- ۳۵ میلادی: قتل آرشاک یکم.[۵]
- ۳۷: اردوان دوم ارمنستان را به روم واگذار کرده و با تیبریوس امپراتور روم صلح می‌کند.[۵]
- ۴۱ میلادی: مرگ اردوان دوم[۵]

## رسیدن به شاهی
بزرگان ایران از ونون یکم (ونون یکم فرزند نخست فرهاد چهارم) که از سال ۷ یا ۸ میلادی شاه ایران بود، ناراضی بودند. ونون به خاطر اقامت در روم تربیتی رومی داشت و از عهدهٔ کارها آنچنان که انتظار می‌رفت، برنمی آمد. در سال ۱۲ میلادی بزرگان کشور اردوان سوم را به شاهی برگزیدند و وی با برانداختن ونون بر تخت شاهی نشست. ونون به ارمنستان رفت و آنجا را تصرف کرد، ولی اردوان او را از آنجا راند. ونون سپس به سوریه فرار کرد و تحت حمایت رومیان قرار گرفت.

## فرمانروایی

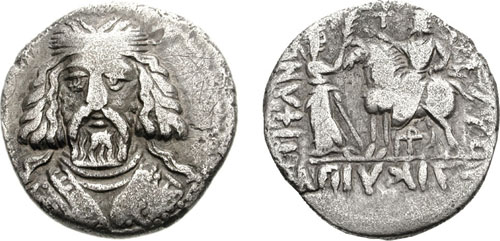
سکه اَردَوان دوم

اردوان، به عنوان پادشاه امپراتوری اشکانی، تلاش کرد وونون اول را از تاج و تخت ارمنستان خلع کند و پسر خود را به جای آن منصوب کند. این تلاش فوراً با مخالفت رومیان روبرو شد و آنها آن را خطری برای منافع خود دانستند. در نتیجه، امپراتور روم تیبریوس (۱۴-۳۷پس از میلاد) پسرخوانده خود ژرمنیکوس را برای جلوگیری از این اتفاق فرستاد. با این حال، سردار رومی با مقاومت اشکانیان مواجه نشد. در عوض، ژرمنیکوس با اردوان به توافق رسید تا آرتاشس سوم را به عنوان پادشاه جدید ارمنستان منصوب کند و از حمایت خود از وونون یکم صرف نظر کند. بنابراین رومیان اردوان را به عنوان فرمانروای مشروع اشکانی به رسمیت شناختند. به منظور تأیید روابط دوستانه بین دو امپراتوری، اردوان و ژرمنیکوس در سال ۱۸ پس از میلاد در جزیره ای در فرات با یکدیگر ملاقات کردند.
رومیان وونون اول را به کیلیکیه منتقل کردند، جایی که او سال بعد پس از تلاش برای فرار کشته شد. مرگ او و تسلط بلامنازع اردوان، اتحاد اشراف اشکانی را از هم پاشید، زیرا همه آنها از شاخه جدیدی از خانواده اشکانیان حمایت نکردند که اکنون امپراتوری را تصاحب کردند. در سال ۱۹/۲۰ پس از میلاد، ساتراپ اشکانی سکاستان، زرنگ و آراکوسیا، با نام گوندوفارس، از حکومت اردوان اعلام استقلال کرد و پادشاهی هندوپارتی را تأسیس کرد. او القاب "شاه بزرگ شاهان" و "اتوکراتور" را به خود اختصاص داد که نشان دهنده استقلال تازه یافته او بود. با این وجود، اردوان و گوندوفارس به احتمال زیاد به توافق رسیدند که هندوپارتی در امور اشکانیان مداخله نکنند.
اردوان سال های بعد را صرف افزایش اقتدار خود کرد. در شمال شرقی، او در تلاش خود برای ایجاد سلسله جدیدی در خوارزم پیروز شد و بدین ترتیب دوران جدیدی در تاریخ کشور آغاز شد. اردوان به احتمال زیاد در باختر غربی نیز فعالیت می کرد که قرن ها بخشی از قلمرو اشکانیان بود.

## نبرد با رومیان و برکنار شدن از شاهی
در سال ۳۵ پس از میلاد، اردوان دوباره تلاش کرد تا ارمنستان را فتح کند و پسرش ارشک اول را به عنوان پادشاه ارمنستان معرفی کند. جنگ با رم اجتناب ناپذیر به نظر می رسید. گروهی در میان بزرگان اشکانی که با اردوان دوم دشمنی داشتند، از تیبریوس درخواست پادشاهی کردند که از نوادگان فرهاد چهارم بود. تیبریوس، نوه فرهاد چهارم، تیرداد سوم، را فرستاد و به لوسیوس ویتلیوس بزرگ (پدر امپراتور روم ویتلیوس) دستور داد تا اقتدار روم را در شرق بازگرداند. ویتلیوس با عملیات نظامی و دیپلماتیک بسیار ماهرانه به طور کامل موفق شد. اردوان دوم با کمک طرفدارانش و به شرق گریخت و به‌جای او تیرداد بر تخت نشست.

## رسیدن دوباره به شاهی
تیرداد سوم که به عنوان پادشاه اعلام شد، نتوانست بر تاج و تخت اشکانی تسلط داشته باشد، زیرا به نظر زیردستانش خود دست نشانده رومیان بود. در این میان، اردوان دوم با ارتشی قوی از نیروهای کمکی سکاها (داها) از هیرکانی بازگشت و بار دیگر توسط اشکانیان مورد تأیید قرار گرفت. تیرداد سوم سلوکیه را ترک کرد و به سوریه گریخت. اردوان دوم برای جنگ با روم به اندازه کافی قوی نبود. بنابراین او در سال ۳۷ پس از میلاد با ویتلیوس قراردادی منعقد کرد که در آن از تمام ادعاهای بیشتر در مورد ارمنستان دست کشید. مدت کوتاهی پس از آن، اردوان دوم دوباره خلع شد و سیناموس به عنوان پادشاه اعلام شد. آرتابانوس دوم نزد مردم خود، شاه ایزاتس بار مونوباز پناه گرفت. ایزاتس با مذاکرات و وعده عفو کامل، اشکانیان را متقاعد کرد که اردوان دوم را یک بار دیگر به تخت سلطنت بازگردانند. اندکی پس از آن، اردوان دوم در سال ۴۰ میلادی درگذشت و پسرش، وردان یکم، جانشین او شد، که سلطنت او هنوز آشفته‌تر از سلطنت پدرش بود.
پس از مرگ او نبرد داخلی با شدت بیشتری ادامه یافت و در زمان کوتاهی سه شاه بر تخت نشستند و این وضع تا زمان به شاهی رسیدن بلاش یکم ادامه داشت.

## فرزندان
اردوان دوم چهار پسر داشت: آرشاک یکم، ارد، اردوان، وردان یکم و یک پسر خوانده به نام گودرز دوم.

## مندائیان
مندائیان از پادشاهی به نام اردوان (ماندائی: اردبان) با احترام یاد می کندد که به احتمال زیاد اردوان دوم است که به آنها کمک کرد تا از آزار و شکنجه در اورشلیم فرار کنند و در طول سلطنت او در ماد مستقر شوند. از او در حران گوایته، متن مندائی، نام برده شده است.